# Senegal
Senegal (uitspraak: [ˈseneɣɑl]; Frans: Sénégal), officieel de Republiek Senegal (Frans: République du Sénégal), is een land in Afrika dat grenst aan Mali, Guinee, Guinee-Bissau, Gambia en Mauritanië. De rivier de Sénégal vormt de grens tussen Senegal en Mauritanië.
De hoofdstad van Senegal is Dakar. De officiële taal is Frans.

## Geschiedenis

### Vóór de onafhankelijkheid
Vanaf de 15e eeuw concurreerden Portugal, de Nederlanden en Engeland om handel in het gebied van huidig Senegal. De eerste Franse handelspost werd er in 1624 gesticht. Vanaf 1677 bezat Frankrijk op het eiland Gorée voor de kust bij wat tegenwoordig Dakar is een belangrijk vertrekpunt voor de slavenhandel. In de jaren 1850 breidde Frankrijk zijn invloed uit op het vasteland van Senegal onder leiding van generaal Faidherbe. Deze stichtte er in 1854 een kolonie, later Frans territorium of protectoraat genoemd. Faidherbe was de eerste gouverneur van Frans Senegal. Dat werd in 1890 hernoemd tot de kolonie Frans-Soedan.

### Na de onafhankelijkheid
Senegal werd op 20 augustus 1960 formeel onafhankelijk door zich terug te trekken uit de amper één maand eerder van Frankrijk onafhankelijk geworden Federatie van Mali, een losse federatie van Senegal en Mali. Dit gebeurde nadat op 4 april van dat jaar een onafhankelijkheidsverdrag met Frankrijk was getekend. Senegal vormde tussen 1982 en 1989 een confederatie met het door Senegal ingesloten Gambia onder de naam Senegambia. De integratie tussen de twee landen kwam echter niet van de grond.

### Na 2000
De ondergang van de veerboot Joola op 26 september 2002 leidde, vanwege de gebleken veronachtzaming van de veiligheidsvoorschriften, tot heftige kritiek op de regering. In reactie hierop ontsloeg president Abdoulaye Wade premier Mame Madior Boyé. Zij werd vervangen door kabinetschef Idrissa Seck.
Tot de belangrijkste problemen van Senegal behoren de economische crisis en corruptie. Daarnaast is een gewapende onafhankelijkheidsbeweging actief in de provincie Casamance. De inwoners voelen zich onderdrukt door de Senegalese Wolof-meerderheid. In september 2002 kwam het tot een wapenstilstand en vredesbesprekingen, maar in januari 2003 kwam het opnieuw tot gewapende conflicten tussen leger en rebellen. Op 31 december 2004 werd officieel een vredesverdrag tussen de rebellen en de regering getekend.
Internationaal profileerde president Wade zich als een voorvechter voor democratie en economische liberalisering in Afrika. Hij was onder meer medeontwerper van Nepad, een economisch hulpprogramma voor het Afrikaanse continent, en heeft vergeefs getracht te bemiddelen in de burgeroorlog in Ivoorkust.
Bij de presidentsverkiezingen van 2012, die zonder noemenswaardige incidenten verliepen, werd Wade verslagen door oud-premier Macky Sall, die hem daarop opvolgde als president. Minister van Cultuur en Toerisme werd Youssou N'Dour. In 2019 werd Sall herkozen voor een tweede ambtstermijn, die na een grondwetswijziging ingekort werd tot vijf jaar. Na de presidentsverkiezingen van 2024 werd Sall opgevolgd door Bassirou Diomaye Faye.

## Geografie

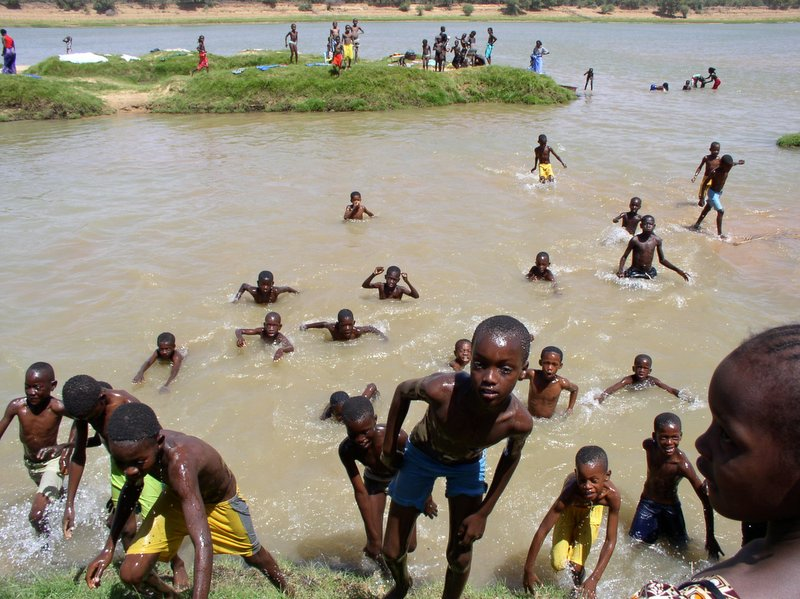
De rivier de Sénégal

Het noordelijk deel van Senegal is gelegen in de Sahel. Het grenst aan Gambia (749 km), Guinea 363 km, Guinea-Bissau (341 km), Mali (489 km) en Mauritania (742 km). De kustlijn met de Atlantische Oceaan is 531 km lang. 
Er zijn twee belangrijke rivieren: de langste is de Sénégal, die de noordgrens vormt met Mauritanië, en in het zuidoosten stroomt de rivier de Gambia.

### Steden
De zes grootste steden met een bevolking van meer dan een miljoen inwoners tijdens de volkstelling van 2018 waren:
| Stad        | Inwoners (2002) | Inwoners (2018) |
| ----------- | --------------- | --------------- |
| Dakar       | 955.897         | 3.630.324       |
| Thiès       | 237.849         | 2.049.764       |
| Diourbel    | 95.984          | 1.746.496       |
| Kaolack     | 172.305         | 1.120.404       |
| Saint-Louis | 154.555         | 1.036.009       |
| Louga       | 73.662          | 1.004.401       |

## Bestuurlijke indeling
Senegal is bestuurlijk onderverdeeld in 14 regio's (région/diiwaan). De regio's kennen als regionaal uitvoeringsorgaan de departementen (département/tund) en de arrondissementen (arrondissement/ndiiwaan). Op lokaal niveau bestaan steden (ville/ekkü), gemeenten(commune) en rurale gemeenschappen (communauté rurale).

## Bevolking
In 2018 telde Senegal zo'n 15,7 miljoen inwoners, met iets meer vrouwen dan mannen. De gemiddelde leeftijd was toen 22,8 jaar, het aandeel mensen jonger dan 5 jaar 16% en dat van inwoners van 60 jaar en ouder 5,5%. Ongeveer 53 procent van de bevolking woonde in 2018 op het platteland, 47 procent in de steden. De bevolkingsdichtheid was 80 personen per vierkante kilometer. In de hoofdstad Dakar woont iets meer dan 20% van de bevolking; de bevolkingsdichtheid is hier 6464 per km². De bevolking is sinds 1960 ruimschoots verviervoudigd, vooral door het hoge geboortecijfer. In 2018 was dit 36,8 per duizend terwijl het sterftecijfer dat jaar 7,1 per duizend was.
| Jaar              | 1960 | 1976 | 1988 | 2002 | 2013   | 2018   |
| ----------------- | ---- | ---- | ---- | ---- | ------ | ------ |
| Bevolking (×1000) | 3393 | 4998 | 6897 | 9858 | 13.509 | 15.726 |

- Levensverwachting: 52 jaar (2001)
- Analfabetisme: mannen 52%, vrouwen 71% (2001)
- Etnische groepen: Wolof 41%, Fulbe / Tukulor 34%, Sérères 15%, Diola 5%, Mandingo 4%, diverse andere Westatlantische volken. Moren etc. 12%

### Talen
Frans (officiële taal), Wolof, Frans Pulaar (Fulfulde), Jola, Mandinka, Serer, Bambara, Sarakolé.

### Religie
Ongeveer 94 à 95% van de bevolking is islamitisch. De drie belangrijkste islamitische groeperingen zijn de Tijaniya, de Quadiriya en de Moeriden.
Ongeveer 5% van de Senegalezen is christelijk (voornamelijk katholiek). Dakar is het aartsbisdom met zes suffragaanbisdommen. 1% hangt natuurgodsdiensten (animisme) aan. In de jaren 1970 was nog 10% van de bevolking christen en 14% hing inheemse religies aan.

## Politiek systeem

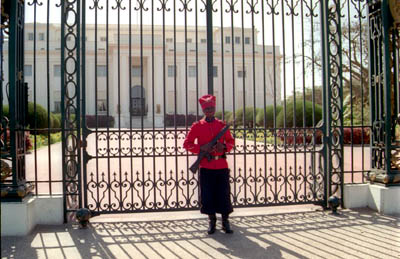
Presidentieel paleis in Dakar

Senegal is een democratische republiek. De volksvertegenwoordiging (de Assemblée nationale) bestaat uit één kamer met 165 leden, die elke vijf jaar gekozen wordt. In 2016 werd de zittingstermijn van de president verlaagd van zeven naar vijf jaar. De president wordt rechtstreeks gekozen en kan eenmaal herkozen worden.
Senegal staat bekend om zijn stabiele democratie en heeft sinds 2000 vreedzame machtsoverdrachten tussen rivaliserende partijen ondergaan. Desondanks komen politiek gemotiveerde vervolgingen van oppositieleiders voor en verder hebben veranderingen in de kieswetten het de oppositie moelijker gemaakt. Senegal heeft een relatief onafhankelijke media, maar ook hier zijn restrictieve wetten ingevoerd en is intimidatie een bedreiging voor de persvrijheid.
De huidige president van Senegal is (sinds april 2024) Bassirou Diomaye Faye. De huidige premier is sindsdien Ousmane Sonko.

## Economie

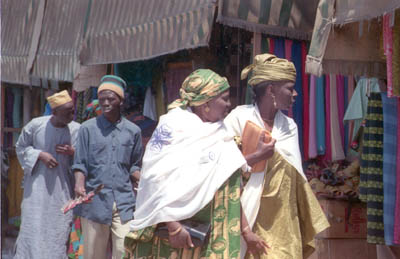
Markt in Dakar

De economie van het land laat een gestage groei zien; vanaf 2000 zijn er geen jaren geweest met een economische terugslag. De hoge bevolkingsgroei, tussen de 2,5 en 3,0% op jaarbasis, zorgt echter dat deze algemene vooruitgang minder significant zichtbaar wordt in de economische ontwikkeling per hoofd van de bevolking. Vooral na het jaar 2008 stagneerde de ontwikkeling van het bruto nationaal inkomen per hoofd. Het lukt het land om de inflatie laag te houden. Sinds 2010 zijn de buitenlandse schulden sterk opgelopen, maar zijn ook de buitenlandse investeringen in het land fors omhoog gegaan, krijgt Senegal meer ontwikkelingshulp en is de geldstroom van Senegalezen in het buitenland toegenomen.
Het land geeft structureel meer uit aan de import dan het binnenkrijgt van de export. In 2019 waren de belangrijkste exportproducten goud, olieproducten, fosforzuur, vis en noten. Buurland Mali is de belangrijkste bestemming, hier gaat 22% van de export naar toe, gevolgd door Zwitserland (14%) en India (9%). Olie en olieproducten, transportmiddelen, rijst en textiel worden veel geïmporteerd, vooral uit China (17% van de totale importen in 2019), Frankrijk (11%), België, Nederland en Rusland (alle drie: 7%).
In 2021 was de bijdrage van de industrie aan het bruto binnenlands product 24%, die van de landbouw en visserij bleef hierop achter met een aandeel van 15%. De communicatie is de afgelopen twee decennia sterk verbeterd: in 2000 waren er 2,6 mobiele telefoonabonnementen per 100 inwoners, in 2021 was dit gestegen naar 118.
| Jaar | BBP (×US$ miljard) | Reële groei (% mut JoJ) | BNI per hoofd (×US$) | BNI per hoofd (×US$, PPP) | Externe schuld (×US$ miljard) |
| ---- | ------------------ | ----------------------- | -------------------- | ------------------------- | ----------------------------- |
| 1990 | 7,39               | −0,7                    | 920                  | 1510                      | 3,75                          |
| 2000 | 6,01               | 3,9                     | 670                  | 1990                      | 3,65                          |
| 2010 | 16,12              | 3,4                     | 1350                 | 2660                      | 4,65                          |
| 2021 | 27,57              | 6,5                     | 1560                 | 3770                      | 28,51                         |

De munteenheid van het land is de CFA-Frank (XOF).

### Armoede
Volgens het Ontwikkelingsprogramma van de Verenigde Naties leeft in Senegal 46,7% van de bevolking onder de nationale armoedegrens, 9,3% heeft een inkomen van minder dan 2,15 dollar per dag.

## Bezienswaardigheden
- Monument voor de Afrikaanse Wedergeboorte
- Dakar
- Slaveneiland Île de Gorée met het Maison des esclaves
- Roze Meer
- Schelpeneiland Fadiouth
- Sine-Saloum
- De Casamance
- Saint-Louis (Senegal)
- Nationaal park Niokolo Koba

## Bekende personen van Senegalese afkomst
- Léopold Senghor (1906-2001), staatsman, schrijver en eerste Afrikaan die zetelde in de Académie française
- Amadou-Mahtar M'Bow (1921-2024), staatsman, voormalig president-generaal van UNESCO
- Mariama Bâ (1929-1981), schrijfster, activist en feminist
- Baaba Maal (1953), muzikant
- Thione Seck (1955-2021), muzikant
- Omar Seck (1957), muzikant
- Youssou N'Dour (1959), muzikant
- Ibra (1989), muzikant
- Fatma Samoura (1962), secretaris-generaal van de FIFA
- Akon (1973), muzikant
- Patrice Evra (1981), voetballer
- Mbaye Leye (1982), voetballer
- Idrissa Gana Gueye (1989), voetballer
- Kalidou Koulibaly (1991), voetballer
- Edouard Mendy (1992), Voetballer
- Sadio Mané (1992), voetballer
- Patrick Vieira (1976), voetballer
- Booba (1976), muzikant